# Huia nasica
Huia nasica é uma espécie de anfíbio da família Ranidae.
Pode ser encontrada nos seguintes países: China, Laos, Tailândia, Vietname e possivelmente em Myanmar.
Os seus habitats naturais são: florestas subtropicais ou tropicais húmidas de baixa altitude, regiões subtropicais ou tropicais húmidas de alta altitude e rios.
Está ameaçada por perda de habitat.